# Hamburger Jenő
Hamburger Jenő (Udvarnok, 1883. május 31. – Moszkva, 1936. december 14.) zsidó származású, magyar röntgenorvos, szociáldemokrata politikus, a Magyarországi Tanácsköztársaság idején földművelési népbiztos.

## Élete
Orvosi tanulmányainak folytatása alatt került kapcsolatba az MSZDP-vel, amelynek hamarosan tagja lett, majd a baloldali ellenzékbe került. 1910-ben szülővárosában községi orvos lett, 1914-ben a nagykanizsai hadikórház orvosa. Az első világháború idején a békét támogatók közé tartozott, 1918-ban Sallai Imrével és Korvin Ottóval röplapokat készítettek, amelyeket a katonákhoz címeztek és ezekben az 1917-es szovjet forradalom példájának követésére buzdították őket. 1918 januárjában a nagykanizsai pártszervezet elnökeként sztrájkot szervezett. A rendőrség tudomást szerzett a röplapterjesztésről és letartóztatta, az őszirózsás forradalomnak köszönhetően azonban hamarosan szabadlábra került. Hamburger ezt követően az 1919-es dunántúli, elsősorban Somogy vármegyei földfoglalások egyik szervezője lett, és támogatta a téeszesítést. A Magyarországi Tanácsköztársaság idején kinevezték földművelésügyi népbiztosnak, majd hadtestparancsnok lett, és az egyesült párt egyik titkára. A tanácskormány lemondása előtti napon folytatott tárgyalás során a harc folytatása mellett foglalt állást. A bukás után Ausztria területére menekült népbiztos-társainak többségével egyetemben, ahonnan Hamburger Olaszországba ment, ahol a helyi mozgalmak munkájában vett részt és szervezte a magyarországi illegális mozgalmat, majd 1923-ban a Szovjetunióba költözött. Hamburger élete hátralevő részében a moszkvai Központi Röntgenológiai és Radiológiai Intézet igazgató-helyetteseként dolgozott. Hamvait a Kreml falába temették, ahonnét 1945 után a zalaszentgrótiak kérésére hazaszállították, és a helyi temetőben helyezték el.